# Зеленодольський район
Зеленодо́льський райо́н (рос. Зеленодольский район, тат. Zelenodol rayonı, Зеленодо́л районы́) — муніципальний район у складі Республіки Татарстан Російської Федерації.
Адміністративний центр — місто Зеленодольськ.

## Демографія
Динаміка чисельності населення найбільших населених пунктів району:
| Рік           | 1859 | 1897 | 1968         | 2002   | 2010  |
| ------------- | ---- | ---- | ------------ | ------ | ----- |
| Зеленодольск  | 580  | 1090 | 72000        | 100139 | 99061 |
| Васильєво     | 679  | 1076 | 19900        | 16846  | 16918 |
| Нижні В'язові | н/д  | н/д  | близько 3000 | 8300   | 8169  |
| Свіязьк       | 2365 | 2080 | н/д          | 252    | 252   |

## Адміністративний устрій
До складу району входять три міських поселення (місто Зеленодольськ, смт Васильєво та Нижні В'язові), а також 23 сільських поселення:
1. Айшинське сільське поселення
2. Акзигітовське сільське поселення
3. Бішнинське сільське поселення
4. Великоачасирське сільське поселення
5. Великоключинське сільське поселення
6. Великокургузинське сільське поселення
7. Великоходяшевське сільське поселення
8. Великоширданське сільське поселення
9. Великоякинське сільське поселення
10. Кугеєвське сільське поселення
11. Кугушевське сільське поселення
12. Мамадиш-Акіловське сільське поселення
13. Мізіновське сільське поселення
14. Молвинське сільське поселення
15. Нижньоураспугинське сільське поселення
16. Новопольське сільське поселення
17. Нурлатське сільське поселення
18. Октябрське сільське поселення
19. Осиновське сільське поселення
20. Раїфське сільське поселення
21. Русько-Азелєєвське сільське поселення
22. Свиязьке сільське поселення
23. Утяшкинське сільське поселення

## Уродженці
Каюм Насирі (1825 — 1902) — татарський вчений-етнограф, літератор і просвітитель XIX століття.

## Пам'ятки
На території району розташовані пам'ятки федерального значення:
- острів-град Свиязьк
- Раїфський Богородицький монастир
- Свиязька Макарьївська пустинь
- Волзько-Камський заповідник

У Свиязьку та Айші проходять фестивалі федерального значення.

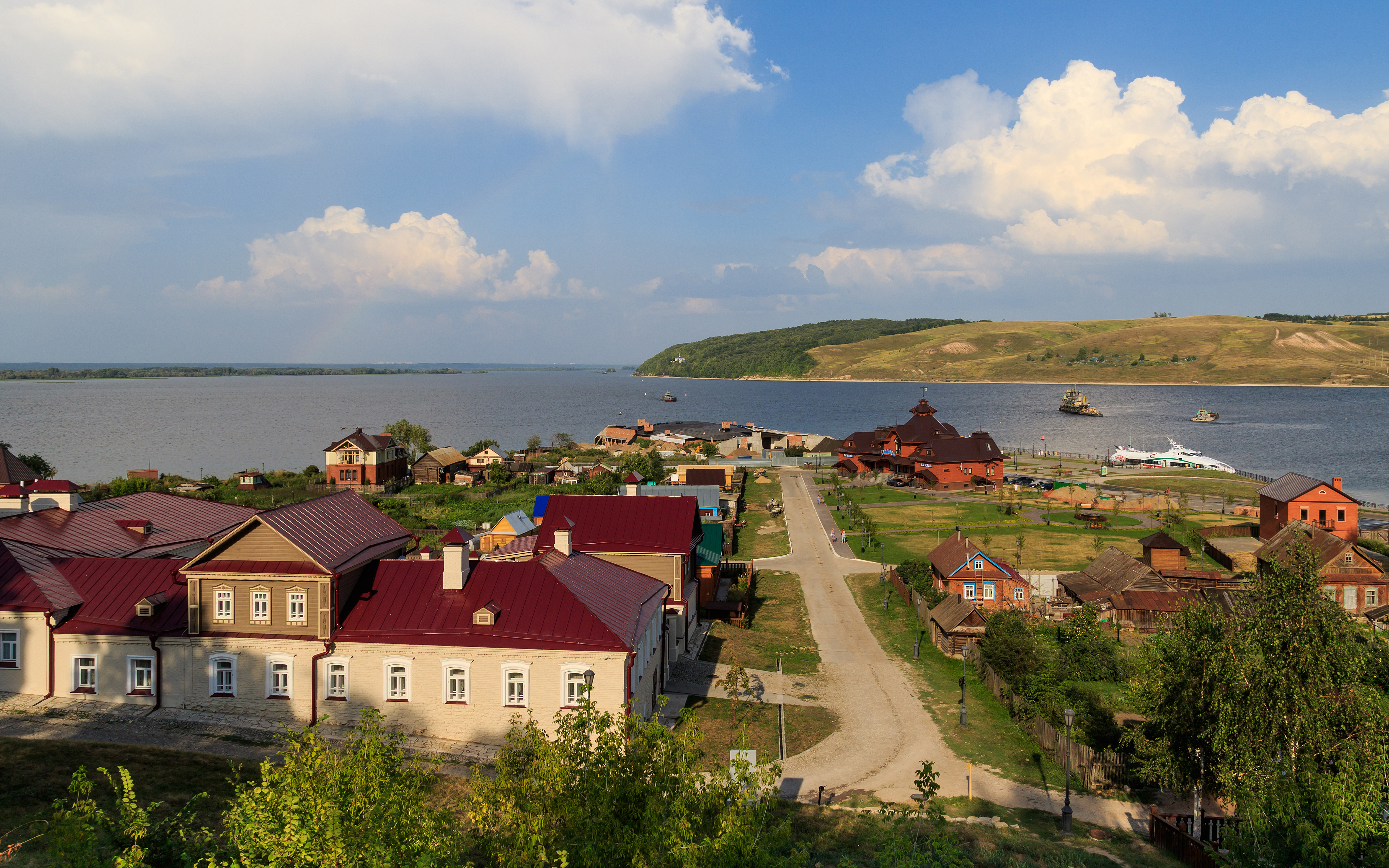
Острів-град Свиязьк.
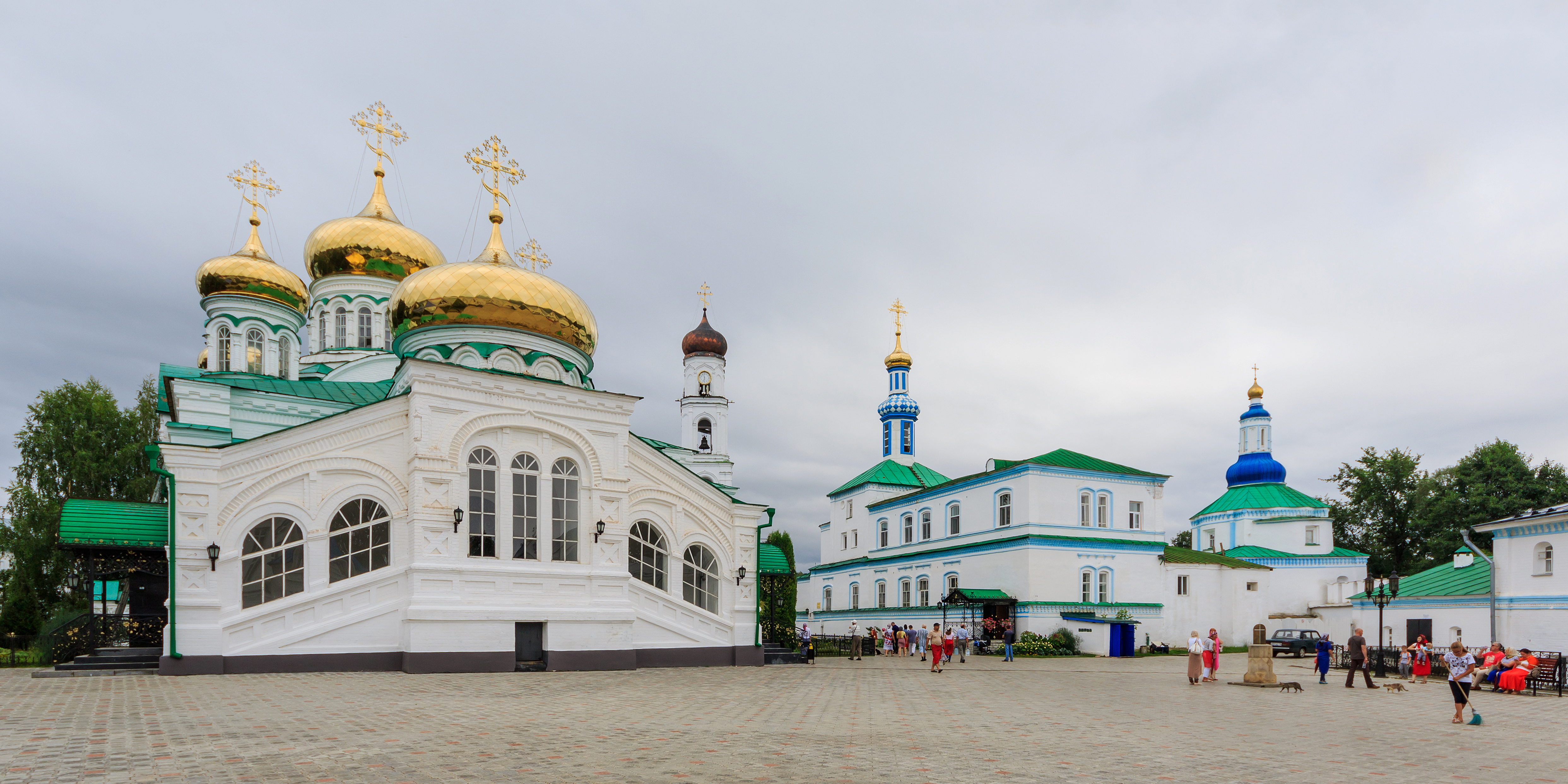
Раїфський Богородицький монастир.
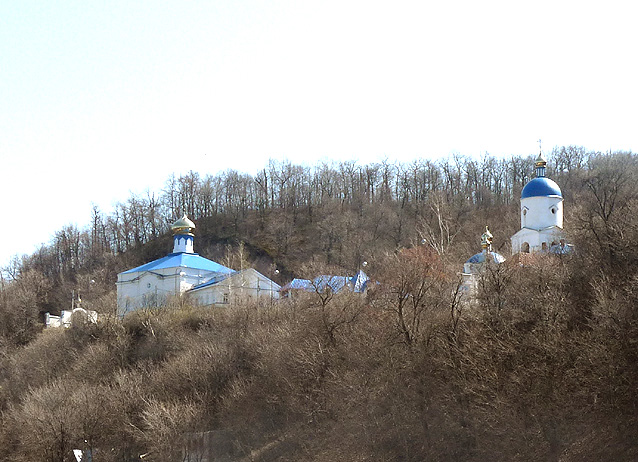
Свиязька Макарьївська пустинь.